# Aeroportul Babullah
Aeroportul Babullah (IATA: TTE, ICAO: WAMT) este un aeroport din Ternate, Ternate⁠(d), North Maluku⁠(d), Indonezia ce deservește zona Ternate. Aeroportul a fost tranzitat în 2018 de 911.487 de pasageri.
Situat la o altitudine de 15 m, aeroportul dispune de o singură pistă. Este operat de Ministry of Transportation⁠(d).